# Hrvati u Nizozemskoj
Hrvati u Nizozemskoj su hrvatska iseljenička zajednica u Nizozemskoj. Prvi put se pojavljuju, pretpostavlja se, za vrijeme Tridesetogodišnjega rata, kada su se nalazili u sklopu austrijske i francuske vojske.

## Dolazak Hrvata
Car Karlo V. je za vrijeme rata u Flandriji naselio Hrvate kod Dunkerquea (ondašnjeg Duinkerkena) koji su mu služili kao vojnici. Kasnije je hrvatski putopisac Feliks Gladić u 17. stoljeću zabilježio da ondje još žive Hrvati te da je s njima govorio hrvatskim jezikom. Rečeni Hrvati bili su senjski uskoci koji su gusarili po sjevernom hrvatskom primorju.
U to vrijeme Dunkirk je bio u Nizozemskoj, koja je u to vrijeme u svom sastavu imala i Belgiju. 1662. je to područje konačno postalo dijelom Francuske, kad ga je engleski kralj Karlo II. prodao Francuskoj. 

## Stanje danas
Točnih pokazatelja nema, a prema procjenama u Nizozemskoj je oko 10.000 Hrvata i njihovih potomaka. Starije hrvatski useljenici došli su kao ekonomska migracija. Primjernim ponašanjem stekli su status uglednih stanovnika Kraljevine Nizozemske. Uglavnom su se naseljavali oko industrijskih gradova, gdje su bili uvjereni da će se zacijelo zaposliti, pa su većinom grupirani oko Rotterdama i na području Amsterdama. Većina današnjih nizozemskih Hrvata u Nizozemsku se je doselio za vrijeme i nakon Domovinskog rata, osobito iz Bosne i Hercegovine. Ova skupina Hrvata dovedena je u Nizozemsku kao izbjeglice. Smješteni su u području grada Arnhema. Oni koji nisu imali uvjete za se vratiti ili lošije životne uvjete u starom kraju, ostali su.
Hrvatske udruge u Nizozemskoj bave se njegovanjem kulturne baštine, folklora i zbornog pjevanja. Dio ih je političke naravi. Ističu se Hrvatska zajednica Rijnmond Rotterdam, Hrvatski dom Kardinal Stepinac iz Amsterdama te Zaklada Nizozemska-Hrvatska iz Voorsta. Hrvatska katolička misija djeluje u Rotterdamu.

## Hrvatska nastava
Hrvatska nastava se održava u Nizozemskoj. Izvodi se po nastavnom programu Ministarstva znanosti, obrazovanja i športa Republike Hrvatske. 2 učitelja izvode hrvatsku nastavu za oko 80 učenika u Rotterdamu, Amsterdamu i Arnhemu.
Hrvatski jezik i književnost se izučava i na akademskim ustanovama. Samostalna je znanstvena disciplina na amsterdamskom sveučilištu unutar Odsjeka „Slavische talen en culturen“ -Slavenski jezici i kulture, ali lektorat nije u nadležnosti MZOŠ-a RH. Hrvatski jezik izbornim je predmetom na Sveučilištu u Groningenu. Do unazad nekoliko godina održavali su se u Leidenu tečaji hrvatskog jezika unutar slavističke katedre, no kad je nastavnik otišao u mirovinu tečaji nisu nastavljeni. Hrvatski se izučavao skupa sa srpskim jezikom unutar iste katedre na Sveučilištu u Utrechtu, do ukinuća katedre 1980-ih. Službeni tečaji hrvatskog jezika redovno se održavaji pri Narodnom sveučilištu u Rotterdamu, ali izvan akademskog okružja.

## Tisak
Periodično izdanje Zaklade Nizozemska-Hrvatska.